# Володимирівка (Голованівський район)
Володи́мирівка — село в Україні, у Підвисоцькій сільській громаді Голованівського району Кіровоградської області. Населення становить 38 осіб.

## Пам'ятки
У селі досліджено велике поселення епохи трипільської культури, що датується IV тис. до н. е.

## Населення
Згідно з переписом УРСР 1989 року чисельність наявного населення села становила 196 осіб, з яких 81 чоловік та 115 жінок.
За переписом населення України 2001 року в селі мешкало 118 осіб.

### Мова
Розподіл населення за рідною мовою за даними перепису 2001 року:
| Мова       | Відсоток |
| ---------- | -------- |
| українська | 93,22 %  |
| молдовська | 5,93 %   |
| російська  | 0,85 %   |